# Berberis napaulensis
Berberis napaulensis är en berberisväxtart som först beskrevs av Dc., och fick sitt nu gällande namn av Spreng.. Berberis napaulensis ingår i släktet berberisar, och familjen berberisväxter. Utöver nominatformen finns också underarten B. n. pycnophylla.